# Limacodinae
Limacodinae zijn een onderfamilie van vlinders uit de familie van de slakrupsvlinders (Limacodidae).

## Geslachten
| - Acharia - Adoneta - Afraltha - Afrobirthama - Alarodia - Altha - Althonarosa - Aphendala - Apoda - Arabessa - Astatophlebia - Atosia - Austrapoda - Avatara - Barabashka - Barisania - Belippa - Birthama - Birthamoides - Birthamula - Birthosea - Blazia - Caelestomorpha - Caissa - Calauta - Cania - Caniatta - Ceratonema - Chalcocelis - Chalcoscelides - Cheromettia - Chibaraga - Chrysamma - Coenobasis - Cryptophobetron - Darna - Delorhachis - Demonarosa - Devaz - Dichromapteryx - Epiclea - Epiperola - Euclea - Euphlyctina - Euphlyctinides - Euphobetron - Euprosterna - Fignya - Flavinarosa - Gavara - Griseothosea - Halseyia - Hampsonella - Heterogenea - Hoyosia - Hyphorma - Iraga - Iragoides - Isa (geslacht) - Isochaetes - Isopenthocrates - Kitanola - Latoia - Lemuriostroter - Letois - Limacocera - Limacolasia - Lithacodes - Mahanta - Mambarilla - Mambarona - Matsumurides | - Mediocampa - Micraphe - Microleon - Miresa - Monema - Monoleuca - Mummu - Nagodopsis - Narosa - Narosoideus - Narosopsis - Naryciodes - Natada - Nirmides - Olona - Omocenoides - Orthocraspeda - Oxyplax - Packardia - Pantoctenia - Parapluda - Parasa - Parnia - Paroxyplax - Perola - Phlossa - Phobetron - Phocoderma - Phrixolepia - Ploneta - Praesetora - Prapata - Pretas - Prolimacodes - Pseudaltha - Pseudidonauton - Pseudiragoides - Pseudocaissa - Pseudonirmides - Pseudopsyche - Quasinarosa - Quasithosea - Rhamnosa - Saccurosa - Sansarea - Scopelodes - Semyra - Setora - Sibine - Somara - Spatulifimbria - Squamosa - Striogyia - Stroter - Susica - Talima - Tanadema - Tanvia - Teinorhynca - Tennya - Tetraphleba - Thosea - Tortricidia - Trichogyia - Triplophleps - Unithosea - Vanlangia - Venadicodia - Vipaka - Vipsania - Vipsophobetron |